# Liste der Bodendenkmale in Schönfeld (Landkreis Meißen)
In der Liste der Bodendenkmale in Schönfeld sind die Bodendenkmale der Gemeinde Schönfeld und ihrer Ortsteile nach dem Stand der Auflistung von Harald Quietzsch und Heinz Jacob aus dem Jahr 1982 aufgelistet. Eventuelle Änderungen und Ergänzungen, insbesondere aus der Zeit nach der Wende, sind nicht berücksichtigt, da für Sachsen aktuell keine neueren allgemein zugänglichen Bodendenkmallisten vorliegen. Die Baudenkmale sind in der Liste der Kulturdenkmale in Schönfeld (Landkreis Meißen) aufgeführt.
| Denkmal-ID | Fundart             | Ortsteil         | Bezeichnung           | Zeitstellung    | Lage | Bemerkungen | Bild |
| ---------- | ------------------- | ---------------- | --------------------- | --------------- | --- | --- | ---- |
| ?          | besonderer Stein    | Böhla b. Ortrand | Steinkreuz            | Spätmittelalter | westnordwestlich des Orts, nördlich an der Straße nach Kraußnitz, an der Flurgrenze zu Ortrand und damit auch an der Landesgrenze zwischen Sachsen und Brandenburg | Säbeleinzeichnung (Krummschwert), Schutz seit 1. November 1971 (Museum für Ur- und Frühgeschichte Potsdam) bzw. 10. Mai 1973 (Landesmuseum für Vorgeschichte Dresden) |      |
| ?          | Befestigung > Burg  | Linz             | Wasserburg            | Mittelalter     | nordöstlicher Ortsrand, westlicher Gutsbereich | durch Schloss überbaut, wasserführender Graben umlaufend erhalten |      |
| ?          | Grabmal > Grabhügel | Schönfeld        | vermutetes Hügelgrab  | Bronzezeit?     | weit südlich des Orts, Kienheide Forstabteilung 53, westlich der Schönfelder Allee                                                                                 | markanter Einzelhügel mit Steinsetzung, Schutz seit 10. Mai 1973 |      |
| ?          | Grabmal > Grabhügel | Schönfeld        | vermutete Hügelgräber | Bronzezeit?     | weit südsüdöstlich des Orts, Kienheide Forstabteilung 58, südlich der Kreuzung von Cunnersdorfer Allee und Schneise 21                                             | drei flache Hügel, größere Quarzitsteine |      |